# Google Lens
Google Lens is een technologie voor beeldherkenning, ontwikkeld door Google, en ontworpen om relevante informatie met betrekking tot objecten die het identificeert te presenteren. De software gebruikt visuele analyse op basis van een neuraal netwerk. De applicatie, aangekondigd in 2017, bestond eerst als een standalone app, maar werd later geïntegreerd in de standaard camera-app van Android.
De voorloper van Google Lens was Google Goggles (2010-2018).